# Sténose trachéale idiopathique
 Mise en garde médicale
La sténose trachéale idiopathique est un rétrécissement local de la trachée dont les causes sont mal connues. Le terrain est principalement celui des femmes jeunes sans antécédents. Il existe une atteinte de la muqueuse, mais les cartilages ne sont pas affectés. Dans la forme haute, la sténose peut s'étendre au larynx dans sa partie sous-glottique. Le traitement est chirurgical, le plus souvent par résection-anastomose de trachée.

## Historique
Les premiers cas ont été décrits en 1972 par J. H. Brandenburg .

## Anatomie normale de la trachée

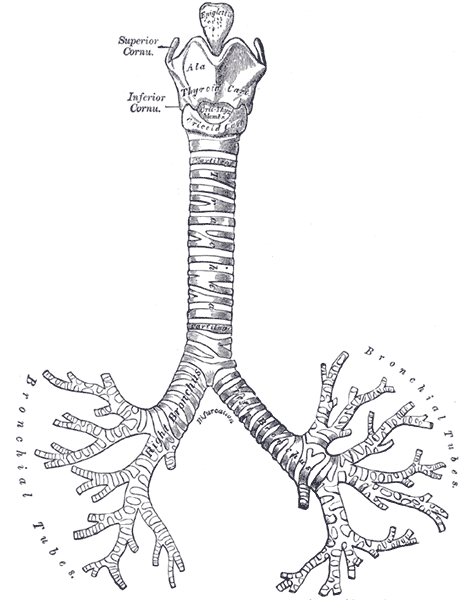
Trachée et larynx vus de face.

La trachée est le conduit élastique fibro-cartilagineux reliant le larynx aux bronches. Elle sert de passage à l'air, lors de la respiration, entre le larynx et les bronches, et filtre les particules fines. La trachée naît dans le cou, puis plonge dans le thorax où elle chemine dans le médiastin (à l'arrière du sternum et entre les poumons) avant de se diviser en bronches souches droite et gauche. La bifurcation trachéale est également appelée « carène ». La trachée chemine à l'avant de l'œsophage, avec qui elle partage sa microvascularisation.
La partie antérieure de la trachée est rigide, dotée d'anneaux cartilagineux en fer à cheval lui conférant sa solidité, tandis que sa face postérieure, la membraneuse, est beaucoup plus fine. L'intérieur de la trachée est tapissé d'une muqueuse respiratoire dotée de cils sécrétant du mucus et qui repose sur la lamina propria.  La vascularisation artérielle, au niveau cervical, est issue des artères thyroïdiennes inférieures et, au niveau thoracique, de plusieurs rameaux artériels variables. Les artérioles forment des arcades circulant de part et d'autre de la trachée, au contact de l'angle postérieur de la cartilagineuse et de la membraneuse.

## Causes

### Origine inflammatoire
Les sténoses trachéales idiopathiques sont des lésions inflammatoires dont le mécanisme est mal expliqué,. L'analyse histologique des sténoses trachéales idiopathiques retrouve une sténose inflammatoire fibreuse.
Le diagnostic de sténose trachéale idiopathique est un diagnostic d'élimination, posé après avoir recherché et éliminé les autres causes possibles de sténose trachéale : maladie inflammatoire (notamment une maladie de Wegener et une polychondrite atrophiante), absence d'antécédent d'intubation longue, de trachéotomie, de reflux gastro-œsophagien ou de traumatisme trachéal ou laryngé.

### Terrain
Il s'agit d'une maladie rare dont la fréquence est mal connue en raison de la difficulté d'affirmer le diagnostic. Le terrain est celui des femmes jeunes entre 20 et 50 ans, avec peut-être une prédisposition familiale, qui demeure mal établie. 

## Lésions

### Description
Classification de Myer-Cotton :

- grade I : sténose < 50 % ;
- grade II : sténose de 51 à 70 % ;
- grade III : sténose > 70 % avec persistance d'une lumière ;
- grade IV : pas de lumière trachéale visible.

Lorsque la sténose est haute, elle peut s'étendre au larynx dans sa partie sous-glottique,.
Le diamètre normal de la trachée est entre 1 et 2 cm. L'écoulement du flux d'air dans la trachée est laminaire et suit la loi de Poiseuille,. Le débit est inversement proportionnel à la puissance 4 du rayon de la trachée. Les résistances augmentent donc considérablement pour une faible réduction de calibre, entraînant une gêne ressentie comme une dyspnée. Les signes cliniques apparaissent généralement à partir d'une réduction de moitié du calibre de la trachée ; cependant, lorsque la sténose se constitue sur une longue période, ils peuvent n'apparaître qu'au delà de 75 % de sténose.
Il existe plusieurs classifications des sténoses selon leur localisation et leur importance. La classification de McCaffrey précise le niveau de la sténose par rapport à la glotte. La classification de Myer-Cotton, qui évalue le degré d'obstruction, est utilisée pour les sténoses de la région sous-glottique.

### Morphologie des sténoses trachéales idiopathiques
Au plan morphologique, les sténoses trachéales peuvent présenter plusieurs aspects : fine membrane circonférentielle, effondrement de la cartilagineuse, bourgeonnement endotrachéal anarchique ou rétrécissement homogène. En pratique courante, elles sont également décrites par leur localisation (mesurée en cm sous le plan des cordes vocales), leur longueur et le pourcentage de sténose. Les sténoses idiopathiques sont circonférentielles et ont une longueur allant de 1 à 3 cm. Dans les sténoses idiopathiques, il y a atteinte de la muqueuse, mais les cartilages ne sont pas atteints. La lamina propria de la trachée est détruite et remplacée par une chéloïde dense associée à un tissu fibreux riche en collagène,.

## Signes cliniques
Les symptômes ne sont pas spécifiques de la sténose trachéale idiopathique, et sont ceux des sténoses trachéales en général. Le stridor, sifflement accompagnant la respiration, est un signe caractéristique de l'obstruction des sténoses de la trachée et du larynx. Le tableau clinique est dominé par la dyspnée, majorée à l'effort, et qui est accompagnée de toux ou de crachats dans environ 90 % des cas. La sensation de dyspnée est généralement stable durant la journée, bien qu'un tiers des patients décrive une aggravation le matin. Lorsque la sténose s'aggrave, la dyspnée, initialement perçue seulement à l'effort, devient gênante au repos.

## Traitement
Les sténoses trachéales s'opèrent uniquement en cas de symptômes, chez l'enfant comme chez l'adulte, indépendamment du degré de sténose. Lorsqu'il s'agit d'une sténose d'origine tumorale, la chirurgie est réservée aux tumeurs localisées, sans envahissement des organes voisins ni des ganglions. La chirurgie peut être réalisée par un service de chirurgie ORL que de chirurgie thoracique, et est le traitement de référence des sténoses trachéales.
Diverses techniques de réparation peuvent être utilisées selon le type et la morphologie de la sténose. La résection-anastomose de trachée est adaptée à la vaste majorité des sténoses bénignes, avec d'excellents résultats fonctionnels et peu de complications,,. Environ 10 % des patients présentent une complication sur l'anastomose et la mortalité est faible, entre 1 et 3 %,. L'intervention, réalisée le plus souvent par cervicotomie, consiste à retirer le segment de trachée pathologique et à suturer ensemble les berges de trachée saine. Lorsque la sténose est étendue au larynx, en particulier à l'étage sous-glottique, une opération de Pearson peut être réalisée, voire une laryngoplastie d'élargissement, de manière à suturer la trachée au larynx.
Le traitement peut également être endoscopique, par bronchoscopie interventionnelle par laser et dilatation au ballon, technique peu invasive et dépourvue des complications de la chirurgie. La pose de prothèse endotrachéale est déconseillée, car elle crée des lésions supplémentaires sur la paroi trachéale et étend la zone malade. Les récidives après bronchoscopie sont fréquentes (87 % à 5 ans) et nécessitent alors un nouveau traitement, endoscopique ou chirurgical. Le traitement chirurgical est, le plus souvent, une résection-anastomose de trachée. Lorsque le cartilage cricoïde, en bas du larynx, est lui aussi atteint, il est possible de réaliser une opération de Pearson.
Un traitement par corticoïdes est souvent réalisé pour lutter contre la part inflammatoire mais doit être arrêté avant la chirurgie afin d'améliorer la cicatrisation.